# Бакара (гра)

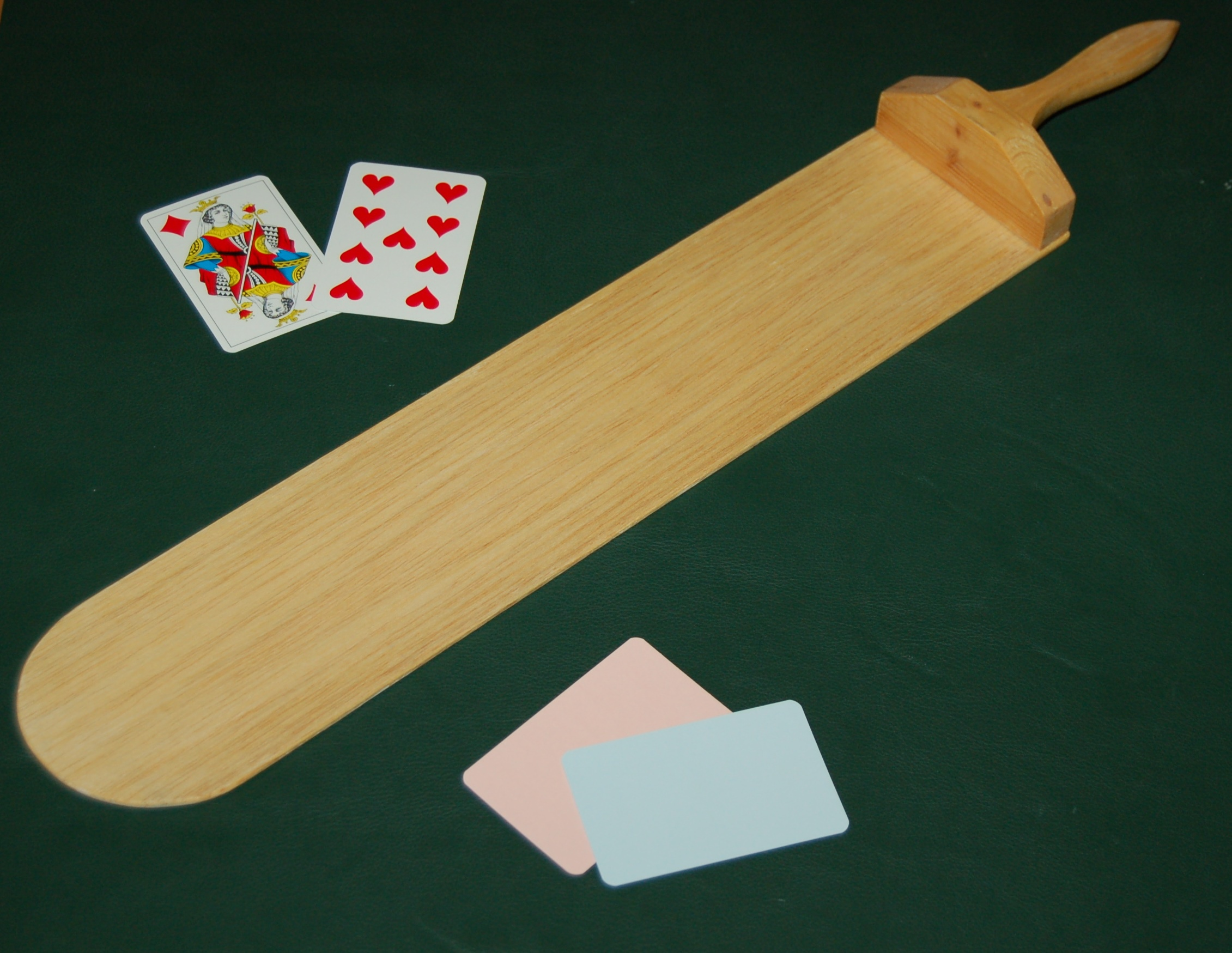
Гра в бакару

Бакара́ (фр. baccara) — популярна азартна картярська гра. Бакара належить до так званих банкових ігор, у яких розігрується загальний банк усіх обов'язкових ставок гравців. Результат гри в бакару сильно залежить від талану гравця, тому недивно, що в бакару часто грають у казино, як «реальних», так і віртуальних (в інтернеті).

## Походження гри
Бакара — дуже давня картярська гра. Про походження гри сперечаються й досі. Її батьківщиною найчастіше називають Францію або Італію. Вважають, що назва гри виникла від назви французького містечка Баккара, яке існує дотепер і славиться своїм прекрасним кришталем.
У середні віки гру називали по-різному. В Іспанії «Punto Banco», у Франції — «Chemin de Fer», в інших країнах — «дев'ятка». Особливо популярна Бакара була у Франції. У неї могли грати тільки вищі верстви суспільства. Французький варіант з трохи зміненими правилами й іншою назвою «європейська Баккара» прижився в Англії, після чого гра поширилася по країнах Південної Америки.
Популярна легенда про походження цієї гри свідчить, що її придумав у середні віки італієць Фелікс Фалгуїерейн Фалджієрі; спочатку в неї грали картами Таро. Прихильники цієї легенди стверджують, що цю гру засновано на старовинному етруському ритуалі. Кидали дев'ятигранну кістку, і результат кидка вирішував долю дівчини. Якщо випадало вісім або дев'ять, вона ставала жрицею; якщо випадало шість або сім очок — їй забороняли надалі брати участь в обрядах, а якщо менш ніж шість — дівчину топили в морі.

## Різновиди гри
З моменту виникнення гри її правила мінялися, з'являлися нові її різновиди. Нині найпоширеніші такі варіанти бакари: Шмен-де-фер (Chemin de Fer, в перекладі з французької — «залізниця», цей варіант ще називають «залізка»), європейська бакара (класична), американська бакара (суміш європейської зі Chemin de Fer), пунто-банко (Punto Banco), а також макао, дев'ятка, мінібакара тощо. Тепер під ім'ям «бакара» найчастіше мають на увазі американський варіант цієї гри.
Версії гри можуть відрізнятися правилами роздачі й прикупу карт, кількістю колод у грі, кількістю учасників гри, діапазоном і величиною ставок, виплатами по ставках, що виграли, роллю банкіра (дилера) у грі.
У деяких мережевих казино грають і в прогресивну бакару. Вона відрізняється від звичайної додатковою можливістю виграти прогресивний джекпот.
Об'єднує всі ці варіанти мета гри — отримати комбінацію карт із загальним числом очок 9 або якомога ближчим до 9.

##### Пунто Банко
Нині Punto Banco є найпопулярнішою версією гри. Ця варіація грається на 4, 6 або 8 колодах, які роздаються з «черевика». У цій версії казино постійно виступає в ролі банкіра і роздає картки обом сторонам за суворими правилами розіграшу. В інших варіантах гри гравці можуть вибрати, як малювати карти.

##### Міді Пунто
Хоча ставка в бакара може бути дуже великою, і для більшої безпеки гри, в традиційних казино, зазвичай, процес проходить в приватних або окремих кімнатах, Midi Punto також дозволяє гравцям з меншим капіталом брати участь завдяки нижчим мінімальним лімітам ставок.

##### Міні Пунто
Mini Punto — це ще один крок вперед у доступній грі в бакару. У цьому варіанті мінімальна сума ставки навіть нижча за вимоги Midi Punto.

##### Шемен де Фер
Це оригінальна французька версія гри, як і раніше найпопулярніша варіація гри у Франції. У цій версії найчастіше використовуються шість перетасованих колод карт, і гравці на початку визначають «банкіра» між собою. Ця роль передається решті гравців під час гри, а загальні правила такі ж, як у Punto Banco, з додатковими кроками, зробленими на етапі ставок.

## Типові правила гри
Бакара дуже динамічна, правила її відносно прості.
У грі беруть участь дві людини: банкір (дилер) і гравець. Плюс до цього, до 14 чоловік за столом можуть ставити на перемогу банкіра, гравця або на нічию. Виграє той, хто зможе набрати комбінацію карт із загальним числом очок 9 або якомога ближче до 9.
Коли ставки зроблено, банкір і гравець отримують по дві карти. У певних випадках може бути видано третю карту гравцеві, банкірові або обом (див. нижче Правило третьої карти).
Карти з двійки по дев'ятку оцінюють за номіналом; туз «коштує» одне очко. Решта карт цінності не мають і дають 0 очок. Якщо сума очок більша за 10, з неї віднімається 10. (тобто, якщо випадуть дві дев'ятки, то сума очок буде 9 + 9 - 10 = 8)
Комбінація карт, що дає 9 очок, називається «натуральною». Якщо очок 8, то комбінація також називається «натуральною» і вважається вдалою. Якщо у гравця на руках тільки карти, що не мають цінності (фігури або десятки, сума очок 0), то така комбінація карт називається «бакара».

### Правило третьої карти
Це правило визначає, коли під час гри гравцеві й/або банкірові автоматично видається третя карта. У бакара можна прикупити тільки одну додаткову (третю) карту. Якщо гравець першими двома картами набрав від 0 до 5 очок, то він отримує третю карту, якщо набрано більш як 5 очок, то не отримує. Якщо банкір набрав від 0 до 4 очок, то він отримує третю карту, якщо більше ніж 5 — ні. Якщо ж у банкіра 5 очок, то рішення чи отримає він третю карту залежить від карт гравця. У результаті виграє ставка на учасника, який набрав більше очок (тобто якщо дилер набрав більше, то виграє ставка «Банк», якщо менше — «Гравець»). Якщо кількість очок у гравця і банкіра однакова, ставки на гравця і банк повертаються, виграє ставка «Нічия».

## У культурі
Бакара є улюбленою грою персонажа книг та кінофільмів Джеймса Бонда, агента 007. Протагоніст роману Лоуренса Осборна «Балада про маленького гравця» (2014) та його однойменної екранізації є шахрайським гравцем у бакару.